# Tháng 8 năm 2020
Trang này dành cho tin tức về các sự kiện xảy ra được báo chí thông tin trong tháng 8 năm 2020. Tháng này, sẽ bắt đầu vào thứ bảy, và kết thúc vào thứ hai sau 30 ngày.

## Thứ 7 ngày 1
- Đại dịch COVID-19
  - Florida ghi nhận thêm 257 ca tử vong, số tăng kỷ lục trong bốn ngày liên tiếp.Có thêm 9.007 người nhiễm COVID trong bang Florida, nâng tổng ca nhiễm tại đây lên trên 470.000, đứng hàng thứ nhì tại Mỹ, sau bang California. (VOA)
  - Bất kể đã có hơn 150.000 người Mỹ chết vì COVID-19, Nhà Trắng vẫn phản đối điều khoản trong một dự luật yêu cầu hành khách đi tàu, máy bay và phương tiện công cộng phải đeo khẩu trang.  (Tuổi Trẻ),  (reuters) Lưu trữ ngày 30 tháng 7 năm 2020 tại Wayback Machine
  - Đã có ít nhất 260 em trong số 597 em tham dự một trại hè tháng trước ở bang Georgia của Mỹ mắc COVID-19.  (Tuổi Trẻ)
  - Cuộc biểu tình chống lại các quy định corona ở Berlin, Đức với con số lên tới 17 ngàn người đã bị ngưng lại sớm vì không giữ được các biện pháp vệ sinh. (SZ)
- Luật an ninh quốc gia Hồng Kông
  - Ngoại trưởng Đức Mass thông báo đình chỉ hiệp ước dẫn độ với Hong Kong ngày 31/7 sau khi đặc khu hành chính quyết định loại bỏ nhiều ứng cử viên phe đối lập và hoãn bầu cử địa phương một năm. Đại sứ quán Trung Quốc tại Đức đã lên án Berlin và cảnh báo sẽ đáp trả. (vnExpress) (vnExpress 2)
- Bức tường biên giới Hoa Kỳ-México
  - Tòa án Tối cao Mỹ  từ chối yêu cầu của 2 tổ chức tìm cách ngăn cản xây bức tường dọc biên giới Mỹ – Mexico của Tổng thống Donald Trump. Bức tường này đang được xây dùng 2,5 tỷ USD tiền phân bổ từ Bộ Quốc phòng. (reuters)
- Trump tuyên bố sẽ cấm nền tảng mạng xã hội TikTok của Trung Quốc hoạt động ở Mỹ bằng quyền kinh tế khẩn cấp hoặc sắc lệnh hành pháp.  (vnExpress), (FAZ)

,

## Chủ nhật ngày 2
- Bản đồ địa hình biên giới tỉ lệ 1/25.000 giữa Việt Nam và Campuchia đã được phái đoàn hai nước giao nhận ngày 1-8 tại cửa khẩu quốc tế Mộc Bài, Tây Ninh. (Tuổi Trẻ)
- Giữa một đợt nắng nóng, ít nước từ sông Euphrat chảy đến Syria, hàng triệu người bị đe dọa vì khát và đói, và điện vì vậy cũng chỉ được sản xuất ít hơn. Đằng sau nó có lẽ là tính toán của Thổ Nhĩ Kỳ. (Spiegel)
- Đại dịch COVID-19
  - Sở Y tế Thành phố Đà Nẵng cho biết, thành phố đã ghi nhận thêm tất cả 18 trường hợp nhiễm virus corona, chỉ trong một ngày. Kể từ 25-7, Đà Nẵng đã ghi nhận tất cả 105 ca nhiễm, Việt Nam có tổng cộng 5 ca tử vong. (BBC)
  - Bí thư Thành uỷ Thành phố Hồ Chí Minh Nguyễn Thiện Nhân cho rằng cần xác định Đà Nẵng là trung tâm dịch đặc biệt nguy hiểm và đề nghị áp dụng kinh nghiệm của Vũ Hán (Trung Quốc) để ngăn dịch bệnh tại Đà Nẵng. (vnExpress)
  - Bộ trưởng Y tế Nga Mikhail Murashko ngày 1-8 cho biết Nga sắp khởi động một đợt tiêm vắcxin ngừa COVID-19 diện rộng vào tháng 10. Tại Nga, chỉ trong 24 giờ qua tính tới chiều 1-8, nước này ghi nhận thêm 5.462 ca COVID-19 mới và thêm 95 trường hợp tử vong.(Tuổi Trẻ)
  - Khoản trợ cấp thất nghiệp trị giá 600 đô la (459 bảng Anh) được trả hàng tuần cho hàng chục triệu người Mỹ thất nghiệp đã hết hạn cuối tháng 7, khi đảng Cộng hòa và Dân chủ không đạt được thỏa thuận gia hạn. (BBC)
- Luật an ninh quốc gia Hồng Kông
  - Cảnh sát ở Hong Kong đang tìm cách bắt giữ sáu nhà hoạt động dân chủ sống lưu vong ở các nước phương Tây, bao gồm cả Vương quốc Anh. Nhóm này bao gồm cựu nhân viên lãnh sự quán Vương quốc Anh Simon Cheng, nhà hoạt động nổi tiếng Nathan Law và công dân Hoa Kỳ Samuel Chu. (BBC)
- Bầu cử tổng thống Hoa Kỳ 2020
  - Đảng Cộng hòa bỏ phiếu quyết định Đại hội Toàn quốc đề cử ứng cử viên tổng thống trong tháng này sẽ được tổ chức riêng tư, không có báo chí tham dự. Một phát ngôn viên của Đại hội Quốc gia đảng Cộng hòa nại hướng dẫn y tế liên quan đến virus corona là lý do tại sao họ đi đến quyết định đó. (BBC)

## Thứ 2 ngày 3
- Thủ tướng Phần Lan Sanna Marin kết hôn với người bạn trai lâu năm trong một buổi lễ nhỏ với lượng khách mời giới hạn do Covid-19. Bà Marin và ông Raikkonen đã sống bên nhau 16 năm và có một con gái hai tuổi. (vnExpress)
- Đại dịch COVID-19
  - Từ 0h ngày 3/8, Thành phố Buôn Ma Thuột thực hiện cách ly xã hội 14 ngày sau khi nơi này ghi nhận thêm hai ca nhiễm nCoV. Quyết định cách ly toàn thành phố gồm 13 phường, 8 xã với hơn 500.000 dân, yêu cầu "gia đình cách ly với gia đình, tổ dân phố cách ly với tổ dân phố, phường xã cách ly với phường xã". (vnExpress)

## Thứ 3 ngày 4
- Ban Tổ chức Trung ương yêu cầu cấp có thẩm quyền tỉnh Bắc Ninh xem xét việc bố trí ông Nguyễn Nhân Chinh làm Bí thư Thành ủy Bắc Ninh. (vnExpress), Ông Vũ Quốc Hùng, nguyên Phó Chủ nhiệm Ủy ban Kiểm tra Trung ương, cho là ông Chinh "cần phải xem xét có nên thôi giữ chức Bí thư Thành ủy Bắc Ninh." (baogiaothong)
- Hoàng gia Tây Ban Nha hôm 3/8 công bố bức thư cựu vương Juan Carlos gửi cho con trai Felipe, trong đó cho biết ông sẽ rời khỏi đất nước sống lưu vong sau "hàng loạt hậu quả từ các sự việc ông gây ra trong quá khứ". (vnExpress)
- Phó Thủ tướng Pablo Iglesias, thuộc 1 đảng cực tả Tây Ban Nha, cho là quyết định rời khỏi đất nước của cựu vương Juan Carlos trong bối cảnh cuộc điều tra tham nhũng là không xứng đáng với một cựu nguyên thủ quốc gia và nói rằng việc này làm tổn hại chế độ quân chủ Tây Ban Nha.  (reuters)
- Chính sách ngăn chặn Trung Quốc
  - Trump nói TikTok có 45 ngày để đạt thỏa thuận bán lại cổ phần cho một công ty Mỹ, nếu không sẽ phải ngừng hoạt động tại nước này. Nền tảng mạng xã hội đang có 100 triệu người dùng tại Mỹ, 1 tỷ người trên khắp thế giới. (vnExpress)
- Tranh chấp chủ quyền Biển Đông
  - Trung Quốc mới đây công bố bản sửa đổi "Quy tắc kỹ thuật để kiểm tra theo luật định tàu biển trong các chuyến đi nội địa" ban hành từ năm 1974. Theo các chuyên gia, Trung Quốc muốn tăng "căn cứ pháp lý" cho yêu sách Tứ Sa, cho thấy không chịu thay đổi khi bị nhiều nước phản đối về Biển Đông,.(vnExpress), (RFI)
- Đại dịch COVID-19
  - Ban Chỉ đạo quốc gia phòng chống dịch COVID-19 tối 3-8 thông báo ghi nhận thêm 15 ca COVID-19 mới ở Đà Nẵng và 6 ca ở Quảng Nam, đưa tổng số ca bệnh ghi nhận cả nước lên 642. Số ca mắc mới liên quan tới Đà Nẵng tính từ ngày 25-7 đến nay là 195 ca. (Tuổi Trẻ)
- Nổ kho hóa chất ở cảng Beirut, Lebanon (wikipedia)

## Thứ 4 ngày 5
- Ngôi sao nhạc rock người Canada Neil Young đã có những bước pháp lý chống lại Tổng thống Hoa Kỳ Donald Trump về việc sử dụng các bài hát của ông tại các cuộc biểu dương lực lượng của Trump. Young viết rằng anh ta không thể cho phép âm nhạc của mình được sử dụng như một "" bài hát chủ đề "cho một chiến dịch gây chia rẽ, phi Hoa Kỳ do thiếu hểu biết và thù hận".  (Spiegel)
- Thủ tướng Lebanon Hassan Diab cho biết 2.750 tấn phân bón amoni nitrat được lưu trữ trong nhiều năm tại một nhà kho gần bến cảng ở thủ đô Beirut đã nổ tung, gây ra thảm họa. Bộ trưởng Y tế Lebanon Hamad Hassan thông báo số người chết đã lên tới 78 và gần 4.000 người bị thương. (vnExpress) Theo tin cập nhật thì trên 100 người chết, hơn 4000 người bị thương, và trên 250.000 người mất chỗ ở.  (Welt)
- Bầu cử tổng thống Hoa Kỳ 2020
  - Chiến dịch tái tranh cử của Tổng thống Donald Trump kiện Nevada về kế hoạch thực hiện cuộc bầu cử TT tháng 11 gần như hoàn toàn bằng cách bỏ phiếu bằng thư.  (nbc)
- Đại dịch COVID-19
  - WHO kêu gọi Nga tuân thủ hướng dẫn sản xuất vaccine an toàn và hiệu quả sau khi Moskva công bố kế hoạch phổ biến rộng rãi vaccine Covid-19. (vnExpress)
  - Về đề nghi cách ly Đà Nẵng như kinh nghiệm Vũ Hán, giáo sư Yik Ying Teo cho biết Việt Nam cần xem xét: Thứ nhất, cần dựa vào quy mô dịch ở Đà Nẵng, khả năng truy dấu người nhiễm và nghi nhiễm. Thứ hai, khả năng quá tải của các bệnh viện. Thứ ba, khả năng tuân thủ các biện pháp phòng dịch như mang khẩu trang và cách biệt cộng đồng của người dân. (vnExpress)
- Hiệp định thương mại tự do Liên minh châu Âu-Việt Nam
  - Sau khi Chủ tịch Uỷ ban Châu Âu Ursula von der Leyen  điện đàm với Thủ tướng Việt Nam Nguyễn Xuân Phúc, trước khi hiệp định có hiệu lực, bà nhận xét: "Tôi tin tưởng mạnh mẽ rằng thỏa thuận này cũng sẽ trở thành cơ hội để người dân Việt Nam được hưởng một nền kinh tế thịnh vượng hơn và chứng kiến một sự thay đổi tích cực và nhân quyền mạnh mẽ hơn đối với công nhân và công dân ở nước họ." (VOA)

## Thứ 5 ngày 6
- Tư lệnh Thủy quân lục chiến Mỹ, đại tướng David Berger cho biết xe thiết giáp lội nước AAV gặp biển động, khiến nước tràn vào nhiều hơn mức có thể bơm ra, làm xe bị chìm hôm 30/7. (vnExpress)
- Bầu cử tổng thống Hoa Kỳ 2020
  - Tổng thống Trump cảnh báo rằng nếu các bang như Nevada cho phép gửi phiếu bầu qua thư tới mọi cử tri đã đăng ký, có thể sẽ mất "nhiều năm" để có được kết quả bầu cử tổng thống tháng 11 năm nay. (Tuổi Trẻ)
- Tranh chấp chủ quyền Biển Đông
  - Tổng thống Philippines Rodrigo Duterte đột ngột cấm lực lượng hải quân của mình tham gia các cuộc tập trận chung trên biển với Hoa Kỳ và các nước khác ở Biển Đông, một động thái có thể làm suy yếu nỗ lực của Washington trong việc xây dựng một lực lượng bảo vệ chống Trung Quốc của các đồng minh cùng chí hướng trong cuộc tranh chấp đường thủy. (asiatimes)
- Quan hệ Hoa Kỳ – Trung Quốc
  - Thủ tướng Australia Scott Morrison cho rằng chiến tranh Mỹ - Trung không còn là "điều không tưởng", nhưng khẳng định chính quyền ông vẫn lạc quan. (vnExpress)
  - Lục quân Trung Quốc tăng cường nhiều thiết giáp lội nước ZTD-05 và pháo PCL191 cho Chiến khu miền Đông, phụ trách eo biển Đài Loan. (vnExpress)
- Vụ nổ tại Beirut 2020
  - Số người chết trong vụ nổ ở cảng Beirut đã tăng lên ít nhất 135, trong khi hơn 5.000 người bị thương, hàng chục người mất tích, theo Bộ trưởng Y tế Lebanon. (vnExpress)
  - Nội các Lebanon ban bố tình trạng khẩn cấp kéo dài hai tuần ở Beirut, trao quyền kiểm soát an ninh tại thủ đô cho quân đội và yêu cầu quân đội quản thúc tại gia tất cả quan chức phụ trách lưu trữ hàng hóa và an ninh tại cảng Beirut từ năm 2014.  (vnExpress)
  - Doanh nhân Nga Igor Grechushkin được cho là đã bỏ lại con tàu chứa 2.750 tấn amoni nitrat ở cảng Beirut từ năm 2013, dẫn đến vụ nổ kinh hoàng. (vnExpress)
- Đại dịch COVID-19
  - Bộ Y tế sáng 6/8 ghi nhận 4 ca nhiễm nCoV, trong đó ba người ở Quảng Nam, một người Hà Nội liên quan đến Đà Nẵng. Như vậy, trong 24 giờ Việt Nam qua ghi nhận tổng cộng 47 ca nhiễm mới.  (vnExpress)
  - Facebook cho biết họ đã xóa một bài đăng trên trang cá nhân của Trump vì chứa thông tin sai lệch về Covid-19. Đó là video ông trả lời phỏng vấn Fox News vào sáng 5/8, "bao gồm các tuyên bố sai lầm rằng một nhóm người (hầu như) miễn dịch với Covid-19." (vnExpress), (cnbc)
  - Twitter thông báo tạm thời khóa tài khoản của nhóm phụ trách chiến dịch tranh cử của Tổng thống Mỹ Trump vì đăng thông tin sai về Covid-19, trong đó Tổng thống Mỹ tuyên bố trẻ em "gần như miễn nhiễm" với nCoV. (vnExpress)
  - Florida, một trong những vùng dịch lớn ở Mỹ, báo cáo hơn 502.000 người nhiễm nCoV, trở thành bang thứ hai ghi nhận hơn nửa triệu ca nhiễm, sau California với hơn 532.000 ca.  (vnExpress)
  - Cơ quan Y tế hạt La Crosse, bang Wisconsin (Mỹ)  công bố 1 trường hợp "tái nhiễm" sau hơn 3 tháng mắc bệnh Corona lần đầu. Hạt Todd ở bang Kentucky cũng ghi nhận một ca tương tự. (Tuổi Trẻ), (AP)
  - Mười lăm trường hợp ngộ độc chất methanol do uống thuốc rửa tay có cồn tại Arizona và New Mexico trong tháng 5 và 6, dẫn tới 4 ca tử vong, Trung tâm Kiểm soát và Phòng ngừa Dịch bệnh Mỹ (CDC) cho biết ngày 5/8.  (VOA)
  - Hy Lạp tuyên bố siết chặt các biện pháp chống dịch sau khi số ca mắc COVID-19 mới trong nước vượt hơn 380 kể từ đầu tháng 8-2020. Scotland cũng tái áp đặt hạn chế tại thành phố Aberdeen đang bùng phát các ca nhiễm mới. Hà Lan buộc người dân ở Rotterdam và nhiều khu vực ở Amsterdam phải đeo khẩu trang. Thuỵ Sĩ đưa Tây Ban Nha vào danh sách buộc cách ly, trong khi đó, Đức thêm tỉnh Antwerp của Bỉ vào danh sách khu vực rủi ro.  Với khoảng 680 bệnh nhân mới và 6 ca tử vong trong ngày 4-8, Ba Lan sẽ tăng cường hoạt động kiểm tra tại các cửa hàng và tiệc cưới, đồng thời phạt tiền nặng hơn nếu vi phạm quy định phòng, chống dịch bệnh. Pháp ngày 5-8 ghi nhận thêm 1.695 ca mới, cao nhất trong vòng 2 tháng qua. Tây Ban Nha cũng có thêm 1.772 ca mới, kỷ lục kể từ khi nước này gỡ bỏ phong toả vào tháng 6-2020. (Tuổi Trẻ)

## Thứ 6 ngày 7
- Tại Đan Mạch, người 25 tuổi mà chưa yên bề gia thất thì bị coi là "ế nặng". Vào dịp sinh nhật sẽ không được thổi nến cắt bánh, mà phải ngồi im để bạn bè họ hàng ném bột quế vào người.  (Tuổi Trẻ)
- Quan hệ Hoa Kỳ – Trung Quốc
  - Trump ký sắc lệnh cấm mọi cá nhân, tổ chức tại Mỹ giao dịch với ByteDance và Tencent, chủ sở hữu của TikTok và WeChat, sau 45 ngày nữa.  (vnExpress)
  - Trump ký sắc lệnh hành pháp nhằm thúc đẩy sản xuất dược phẩm trong nước và tránh sự phụ thuộc vào Trung Quốc trong dịch bệnh. (vnExpress)
- Luật an ninh quốc gia Hồng Kông
  - Ngày 7-8, Mỹ đã áp các biện pháp trừng phạt lên trưởng đặc khu hành chính Hong Kong Carrie Lam cùng nhiều cựu và quan chức tại nhiệm khác của đặc khu này vì vai trò của họ trong việc "tước đi các quyền tự do chính trị" tại đây  (Tuổi Trẻ)

## Thứ 7 ngày 8
- Do đăng nhiều thông tin không đúng với thuần phong mỹ tục, nhục mạ phụ nữ; và gần nhất có những nội dung sai sự thật về chủ quyền biển đảo Việt Nam trên Facebook, Thanh tra Sở Thông tin và Truyền thông Thành phố Hồ Chí Minh đã lập biên bản vi phạm, và xử phạt ca sĩ Duy Mạnh  7,5 triệu đồng.  (Tuổi Trẻ)[liên kết hỏng]
- Công ty Mynaric, chuyên về công nghệ laser Đức, ngừng kinh doanh tại thị trường Trung Quốc. Nguyên do là vì một lệnh của chính phủ Đức cấm kinh doanh với Bắc Kinh. (Welt)
- Tổ chức Southeast Asia Resource Action Center (SEARAC) vừa lên tiếng phản đối chính quyền Tổng thống Donald Trump trục xuất 30 người Việt Nam. Đây là một cơ quan dân quyền toàn quốc, tranh đấu cho các cộng đồng người Cambodia, người Lào, và người Việt tại Mỹ, để tạo ra một xã hội công bằng và bình đẳng. (Người Việt)
- Tổng thống Mỹ Donald Trump hôm 6/8 nói rằng ông "rất thích các lãnh đạo" Việt Nam vì "họ rất tốt với chúng ta" dù hồi năm ngoái ông gọi Việt Nam là một kẻ "lạm dụng thương mại tồi tệ nhất." (VOA)
- Có ít nhất 17 người chết và 173 người khác bị thương đã được đưa đi bệnh viện khi máy bay của hãng Air India Express đưa công dân Ấn Độ bị kẹt tại các nước vì COVID hồi hương bị trượt khỏi đường băng gần thành phố Kozhikode. (VOA)
- Đại dịch COVID-19
  - Hơn 160.000 người chết vì đại dịch virus corona tại Mỹ, chiếm gần một phần tư số tử vong trên thế giới, theo số liệu của Reuters ngày 7/8 trong lúc nước Mỹ đang tranh luận về việc liệu các trường học có nên mở cửa dạy trực tiếp trong vài tuần tới hay không.(VOA)
  - 3 ngày liên tiếp số người nhiễm bệnh COVID ở Đức lên hơn 1000 người mỗi ngày. (FAZ)
- Bầu cử tổng thống Hoa Kỳ 2020
  - Báo cáo của cơ quan tình báo Mỹ công bố ngày 7-8 cho biết họ nhận thấy cả Trung Quốc và Nga đều đã có những động thái can thiệp bầu cử tổng thống Mỹ 2020, Trung Quốc muốn Trump thất cử, Nga ủng hộ Trump và bôi nhọ Joe Biden. (Tuổi Trẻ)

## Chủ nhật ngày 9
- Ông Tất Thành Cang bị xác định có khuyết điểm, vi phạm ở dự án Khu đô thị mới Thủ Thiêm nhưng do hết thời hiệu xử lý kỷ luật đảng nên Ban chấp hành Đảng bộ thành Hồ thống nhất kết luận phê bình. (vnExpress)
- Tổng thống Donald Trump bỏ ngang họp báo vào Thứ Bảy, 8 Tháng Tám, sau khi bị phóng viên bắt bẻ về lời nói dối liên quan chương trình y tế dành cho cựu chiến binh mà ông nói hơn 150 lần.  (Người Việt)
- Bầu cử tổng thống Hoa Kỳ 2020
  - Trong khi nhóm vận động tranh cử của Trump gõ hơn một triệu cánh cửa trong vòng một tuần qua thì nhóm của Biden không gõ cửa nhà nào.  (vnExpress)
- Đại dịch COVID-19
  - Thêm 19 ca COVID-19 được ghi nhận ở Đà Nẵng, 8 ca ở Quảng Nam và 2 ca ở Quảng Trị, đến chiều tối nay 9-8 Việt Nam đã ghi nhận 841 ca. (Tuổi Trẻ)
  - Texas trở thành bang thứ ba có số ca mắc trên 500.000 và hiện cùng California là hai bang có tổng số ca cao nhất nước Mỹ. Bang thứ ba ghi nhận cột mốc hơn 500.000 ca là Florida.
  - Hôm 8-8, số ca nhiễm virus ở California tăng ít nhất 5.997 người, nâng tổng số ca nhiễm đã xác nhận lên 555.322. Số người tử vong do virus corona chủng mới tại bang này tương ứng đã tăng thêm 99 người, nâng tổng số người thiệt mạng lên 10.311. (Tuổi Trẻ)
  - Trump ký các sắc lệnh hành pháp nhằm gia hạn hỗ trợ tài chính cho hàng chục triệu người Mỹ bị mất việc làm do Covid-19. Một trong các sắc lệnh then chốt sẽ cấp thêm 400 USD/tuần cho khoản trợ cấp thất nghiệp của người Mỹ, ít hơn so với mức 600 USD/tuần được thông qua trước đó. (vnExpress)
  - Theo số liệu chính thức, ngày 08/08/2020, Brazil với tổng cộng 100.477 trường hợp tử vong và 3.012.412 ca nhiễm được xác nhận, là nước có nhiều ca nhiễm và tử vong vì COVID-19 chỉ đứng sau Hoa Kỳ. (RFI)
  - Cảnh sát Đức ngày 8-8 cho biết nhiều cơ quan y tế trên khắp nước Đức đã nhận được lời đe dọa đánh bom. Các cuộc tìm kiếm của cảnh sát cho tới nay vẫn chưa phát hiện bất cứ điều gì khả nghi. (Tuổi Trẻ), (n-tv), (Welt)
- Giao tranh Trung Quốc–Ấn Độ 2020
  - Sau phong trào tẩy chay hàng Trung Quốc tại Ấn Độ, xuất khẩu Trung Quốc sang Ấn Độ đã giảm 24,7% trong năm 2020. Thương mại hai bên cũng giảm đi 18,6%. (Tuổi Trẻ)

## Thứ 2 ngày 10
- Hơn 5.800 người Mỹ đã từ bỏ quốc tịch chỉ trong 6 tháng đầu năm, mức cao kỷ lục theo một nghiên cứu mới được công bố. (vnExpress)
- Các nhà quan sát cho đây một gian lận bầu cử lớn: Trong cuộc bầu cử tổng thống ở Belarus, người đương nhiệm Lukashenko được cho là đã giành được hơn 79% số phiếu bầu, theo một dự báo. Cuộc bầu cử diễn ra không công bằng cũng không tự do. (Spiegel)
- Từ đầu năm nay ít nhất 4.100 người đã vượt Eo biển Manche để nhập cư lậu vào Anh, hơn 800 người đã bị Pháp chận lại. (Welt)
- Luật an ninh quốc gia Hồng Kông
  - Jimmy Lai, nhà sáng lập báo Apple Daily, bị bắt  tại nhà theo luật an ninh quốc gia.  Con trai của ông Jimmy Lai là Ian Lai và một số lãnh đạo trong tòa soạn báo Next Digital và Apple Daily của ông cũng bị bắt. Hơn 200 cảnh sát đã lục soát hai tòa soạn báo này.(Spiegel)
- Đại dịch COVID-19
  - Tại Mỹ, mất 99 ngày để số ca bệnh COVID-19 đạt 1 triệu, nhưng chỉ mất 17 ngày để số ca nhiễm tăng từ 4 triệu lên 5 triệu. Có 5 bang ở Mỹ có số ca nhiễm cộng lại bằng hơn 40% tổng số ca nhiễm toàn quốc. (Tuổi Trẻ)

## Thứ 3 ngày 11
- Thủ tướng Chính phủ Nguyễn Xuân Phúc đã ký quyết định tạm đình chỉ công tác với ông Nguyễn Đức Chung, chủ tịch UBND thành phố Hà Nội để xác minh, điều tra làm rõ trách nhiệm có liên quan của ông Nguyễn Đức Chung trong một số vụ án theo quy định của pháp luật. (Tuổi Trẻ)
- Thủ tướng Prayuth Chan-ocha bày tỏ lo ngại khi hàng nghìn sinh viên Thái Lan biểu tình đòi ông từ chức và kêu gọi cải cách chế độ quân chủ. (vnExpress)
- Lý Thằng Vũ, cháu nội Lý Quang Diệu, quyết định nộp phạt 11.000 USD để "được yên thân" vì bài viết về hệ thống tư pháp Singapore trên Facebook. (vnExpress)
- Hải quân Ecuador đang giám sát đội tàu đánh cá khổng lồ của Trung Quốc hoạt động gần vùng biển được bảo vệ của  Quần đảo Galápagos.  (vnExpress)
- Tranh chấp chủ quyền Biển Đông
  - Người đứng đầu Hải quân Philippines kêu gọi chính quyền của tổng thống Rodrigo Duterte phản đối sự hiện diện của hai tàu nghiên cứu Trung Quốc tại Bãi Cỏ Rong (Reed Bank) một khu vực tranh chấp ở Biển Đông, qua đường ngoại giao. (BBC)
- Luật an ninh quốc gia Hồng Kông
  - Dự thảo mới của hải quan Mỹ yêu cầu hàng hóa nhập khẩu từ Hong Kong phải gắn mác "Made in China" để được bán tại nước này. (vnExpress)
  - Nhật báo độc lập Hồng Kông Apple Daily bán chạy như tôm tươi hôm nay, chỉ một ngày sau khi nhà tỉ phú Lê Trí Anh (Jimmy Lai), chủ tập đoàn truyền thông Next Digital, bị bắt theo luật an ninh mới. Cổ phiếu của tập đoàn Next Digital, công ty mẹ của Apple Daily, tăng 788% từ 0,09 lên thành 0,80 đô la Hồng Kông. (RFI)
- Đại dịch COVID-19
  - Tổng thống Nga tuyên bố nước này đã phát triển loại vaccine đầu tiên cung cấp khả năng "miễn dịch vững vàng" chống Covid-19. Vaccine này được Trung tâm Nghiên cứu Dịch tễ và Vi sinh Quốc gia Gamaleya và Bộ Quốc phòng Nga phát triển. (vnExpress)
  - Tổng thống Philippines Rodrigo Duterte tuyên bố ông tình nguyện tiêm mũi vaccine đầu tiên do Nga sản xuất để thể hiện sự tin tưởng và biết ơn. Ông Duterte nói thêm rằng Manila có thể hỗ trợ Moskva trong thử nghiệm lâm sàng và sản xuất vaccine tại địa phương. (vnExpress)
  - Indonesia hôm nay bắt đầu thử nghiệm vaccine Covid-19 do Trung Quốc sản xuất cho 1.600 tình nguyện viên trong 6 tháng. Vaccine do công ty Sinovac Biotech của Trung Quốc sản xuất là một trong số ít những loại vaccine trên thế giới bước vào thử nghiệm lâm sàng giai đoạn 3. (vnExpress)
  - Số ca nhiễm nCoV ở trẻ em Mỹ tăng 40% chỉ trong hai tuần cuối tháng 7, khi hàng chục triệu học sinh sắp bước vào năm học mới. (vnExpress)
- Bầu cử tổng thống Hoa Kỳ 2020
  - . Biden, ứng cử viên tổng thống của đảng Dân chủ, đã chia sẻ quyết định của mình trên Twitter, là đã chon Kamala Harris làm ứng cử viên phó tổng thống Mỹ.  Biden viết: "Bà là một "chiến sĩ không sợ hãi cho những người thấp kém ". (ARD)

## Thứ 4 ngày 12
- Bộ Công an, nói cơ quan chức năng đang làm rõ việc Chủ tịch Hà Nội Nguyễn Đức Chung 'liên quan ba vụ án", vụ "buôn lậu, vi phạm quy định về kế toán gây hậu quả nghiêm trọng; rửa tiền; vi phạm quy định về đấu thầu gây hậu quả nghiêm trọng" xảy ra tại Công ty Nhật Cường, vụ án "chiếm đoạt tài liệu bí mật nhà nước", vụ án "Vi phạm quy định về quản lý sử dụng tài sản nhà nước gây thất thoát, lãng phí" xảy ra tại UBND Hà Nội và các đơn vị liên quan. (vnExpress)
- Tổng thống Brazil phủ nhận sự tồn tại các đám cháy trong rừng Amazon, gọi đó là "dối trá" dù dữ liệu chính phủ cho thấy hàng nghìn đám cháy. (vnExpress)
- Bầu cử tổng thống Hoa Kỳ 2020
  - Trump gọi Kamala Harris, ứng viên phó tổng thống đảng Dân chủ, là thành viên "kinh khủng nhất" Thượng viện và nói rằng ông ngạc nhiên khi Biden chọn bà. (vnExpress)
- Đại dịch COVID-19
  - Con số nhiễm bệnh ở Đức với 1226 ca Corona đạt mức cao nhất kể từ đầu tháng 5. (Welt)
  - Ban chỉ đạo quốc gia phòng chống dịch COVID-19 chiều tối 12-8 thông báo ghi nhận thêm 14 ca COVID-19 mới tại Đà Nẵng và Hà Nội.  (Tuổi Trẻ)

## Thứ 5 ngày 13
- Được thông báo từ hồi tháng 2 năm 2020, các biện pháp trừng phạt thương mại của Liên Hiệp Châu Âu đối với Cam Bốt vì các vi phạm nhân quyền bắt đầu có hiệu lực từ ngày  12/08/2020. Bruxelles rút một phần các ưu đãi thuế đối với hàng hóa của Cam Bốt nhập vào châu Âu.  (RFI)
- Hiện tượng bắt cóc người bất đồng chính kiến ở các nước Đông Nam Á ‘không có dấu hiệu giảm’, ‘đặc biệt là khi chính quyền các nước độc tài cùng tồn tại cạnh nhau’, Alastair McCready, biên tập viên tạp chí Southeast Asia Globe nhận định. (BBC)
- Một chiếc trực thăng UH-1N thuộc Phi đoàn Trực thăng số 1 không quân Mỹ bị trúng đạn khiến một thành viên tổ lái bị thương khi đang thực hiện chuyến bay huấn luyện định kỳ trưa 10/8,  phải hạ cánh khẩn cấp tại bang Virginia. (vnExpress)
- Israel và Các Tiểu vương quốc Ả Rập Thống nhất đã đạt được thỏa thuận để bình thường hóa quan hệ, trong đó Israel đồng ý đình chỉ các kế hoạch gây tranh cãi nhằm sát nhập các phần của Bờ Tây bị chiếm đóng. Các Tiểu vương quốc Ả Rập Thống nhất là quốc gia Ả Rập thứ ba mà Israel thiết lập quan hệ ngoại giao đầy đủ sau Ai Cập và Jordan.(BBC)
- Luật an ninh quốc gia Hồng Kôngt
  - Sau khi được tự do sau 48 giờ bị cảnh sát bắt giữ, nhà tỷ phú truyền thông của Hồng Kông Lê Trí Anh (Jimmy Lai) về tòa soạn nhật báo Apple Daily của ông kêu gọi các nhà báo của mình tiếp tục « chiến đấu ». (RFI)
- Đại dịch COVID-19
  - Từ 0h ngày 14/8, Thành phố Hội An, tỉnh Quảng Nam tiếp tục cách ly xã hội, người dân hạn chế ra ngoài, giữ khoảng cách tối thiểu 2 m nơi công cộng. Đến sáng nay, thành phố ghi nhận 24 ca nhiễm, một người tử vong. (vnExpress)
  - Từ 0h ngày 14/8, thành phố Hải Dương cách ly xã hội trong 15 ngày; không tập trung quá hai người nơi công cộng và ngoài công sở, trường học, bệnh viện, sau khi địa phương phát hiện ba ca nghi nhiễm trong cộng đồng. (vnExpress)
  - Tại Việt Nam có thêm ba trường hợp tử vong, nâng tổng số nạn nhân thiệt mạng vì Covid cho đến hôm nay là 20 người. Theo Ban chỉ đạo quốc gia phòng chống dịch Covid-19, có 22 ca mới lây nhiễm virus corona, trong đó có 14 ca tại Đà Nẵng. (RFI)
  - Viện bệnh truyền nhiễm hàng đầu của Đức RKI dự báo vaccine Covid-19 sẽ được đưa ra vào mùa thu nhưng cảnh báo nó chưa chắc có thể kiềm chế đại dịch. Viện cho biết tác động của bất kỳ loại vaccine nào cũng có thể bị hạn chế do virus biến đổi hoặc do các sản phẩm đầu tiên đưa ra thị trường chỉ cung cấp khả năng miễn dịch ngắn hạn. (vnExpress), (reuters) Lưu trữ ngày 12 tháng 8 năm 2020 tại Wayback Machine
  - Ngày càng có nhiều người từ Đức bị nhiễm bệnh ở nước ngoài. Rủi ro hiện đang đặc biệt cao ở vùng Balkan. Hầu hết những người bị nhiễm bệnh ở Kosovo (hơn 1000 trường hợp trong 4 tuần qua), tiếp theo là Thổ Nhĩ Kỳ, Serbia và Bulgaria. (SZ)
  - Nước Pháp đã có thêm 2.524 ca nhiễm virus corona trong vòng 24 tiếng đồng hồ. Đây là số ca nhiễm hàng ngày cao nhất tại Pháp kể từ khi lệnh phong tỏa được gỡ bỏ hôm 11/05. (RFI)
  - Sáu tuần sau khi chống chọi được đợt đầu của đại dịch, Tây Ban Nha một lần nữa lại gánh chịu đợt lây nhiễm mới, với khoảng 5.000 ca dương tính một ngày trong tuần rồi. (RFI)
- Quan hệ Hoa Kỳ – Trung Quốc
  - Ngay sau khi bộ trưởng y tế Mỹ Alex Azar kết thúc chuyến thăm Đài Loan 3 ngày, Trung Quốc đã lên tiếng cảnh cáo Mỹ "đừng đùa với lửa" trong vấn đề Đài Loan. Phát ngôn viên Ngoại giao Trung Quốc cho biết, Trung Quốc phản đối mọi cuộc tiếp xúc chính thức giữa Hoa Kỳ và Đài Loan "dưới bất kỳ nguyên cớ nào". (RFI)
- Chủ tịch hãng chế tạo linh kiện điện tử và máy tính lớn nhất thế giới Foxconn cho rằng do ảnh hưởng của chiến tranh thương mại Mỹ - Trung, Trung Quốc đã không còn là công xưởng của thế giới. (Tuổi Trẻ)

## Thứ 6 ngày 14
- Quân đội Trung Quốc đưa một số tổ hợp pháo mới nhất tham gia diễn tập bắn đạn thật tại địa hình cao 4.600 m trên dãy Himalaya. (vnExpress)
- Những người phụ nữ đã tạo thành các chuỗi dây người tại Belarus để lên án tình trạng đàn áp biểu tình quanh kỳ bầu cử gây tranh cãi. Những người tham dự nói với các phóng viên rằng họ muốn có một giải pháp hòa bình, và kêu gọi trả tự do cho tất cả những người biểu tình bị bắt giữ. (BBC)
- Bộ Ngoại giao Mỹ coi các Viện Khổng Tử của Trung Quốc ở nước này là phái bộ nước ngoài và phải cung cấp thông tin nhân sự, tài chính. Nhiều quốc gia như Đan Mạch, Hà Lan, Bỉ, Pháp, Thụy Điển đã dừng chương trình của Viện Khổng Tử. (vnExpress)
- Erdogan nói những ai "tấn công tàu khoan Oruc Reis" sẽ phải trả giá đắt, khi căng thẳng Thổ Nhĩ Kỳ - Hy Lạp gia tăng ở vùng biển tranh chấp.  (vnExpress)
- Bầu cử tổng thống Hoa Kỳ 2020
  - Trump cho rằng ứng viên phó tổng thống đảng Dân chủ Kamala Harris là "kẻ cơ hội nông cạn" và còn tệ hơn đối thủ Hillary Clinton năm 2016.  (vnExpress)
  - Tổng thống Donald Trump nói rằng ông nghe nói ứng viên phó tổng thống của đảng Dân chủ Kamala Harris "không đủ tiêu chuẩn" để làm phó tổng thống Hoa Kỳ, phóng đại một quy định pháp lý mà giới chỉ trích cho rằng phân biệt chủng tộc.  (BBC)
  - Biden kêu gọi thống đốc các bang ra lệnh bắt buộc người dân đeo khẩu trang nơi công cộng trong ít nhất ba tháng để ngăn nCoV lây lan. (vnExpress)
- Đại dịch COVID-19
  - Tổ chức Y tế Thế giới (WHO) nhận định chưa bằng chứng nào cho thấy Covid-19 có thể lây lan qua thực phẩm hoặc bao bì đóng gói. (vnExpress)
  - Bộ Y tế sáng 14/8 ghi nhận thêm 6 ca nhiễm nCoV, trong đó ba ca Hải Dương, ba ở Quảng Nam. (vnExpress)
  - Pháp bị Anh Quốc đưa vào danh sách các nước mà người về hoặc tới từ đó phải cách ly 14 ngày. Trong danh sách đó còn có Hà Lan, Monaco, Malta, quần đảo Turks and Caicos, và Aruba. Hiện có 160.000 khách du lịch Anh ở Pháp. (BBC)
  - Cơ quan y tế Pháp ngày 13/8 báo cáo có thêm 2.669 ca nhiễm trên toàn quốc, nâng tỉ lệ lây nhiễm mỗi 100.000 người vượt quá con số 30. (VOA)
  - Đức cảnh báo không nên đi du lịch tới Tây Ban Nha, bao gồm cả quần đảo Baleares, ngoại trừ quần đảo Canaria.  (Spiegel)
  - Ngày 13-8, nước Mỹ lại ghi nhận số người chết vì COVID-19 trong 24 giờ cao nhất kể từ 28-7 với 1.424 người. Đây cũng là lần thứ 12 trong 16 ngày qua, số người chết theo ngày ở Mỹ vượt qua con số 1.000. (Tuổi Trẻ),

## Thứ 7 ngày 15
- Hủy diệt Barca với tỷ số 8-2 ở tứ kết tối 14/8, Bayern giành suất vào bán kết Champions League.  (vnExpress)
- Meghan Markle cho hay cô hạnh phúc khi được trở lại sống ở Mỹ, nơi cô dự kiến lên tiếng chống phân biệt chủng tộc. (vnExpress)
- Bộ Nội vụ Campuchia đình chỉ công tác đối với Thiếu tướng Ouk Kosal, cảnh sát trưởng tỉnh Kampong Thom, liên quan cáo buộc quấy rối tình dục cấp dưới. (vnExpress)
- Tàu hộ vệ Limnos của Hy Lạp va chạm nhẹ với chiến hạm Kemal Reis của Thổ Nhĩ Kỳ khi tiếp cận tàu khoan Oruc Reis trên biển Aegean.  (vnExpress)
- Ba thủ tướng của Latvia, Lithuania và Estonia, đã kêu gọi Belarus tổ chức lại bầu cử tổng thống "tự do và công bằng". Thông cáo chung của ba thủ tướng vùng Baltic - Latvia, Lithuania và Estonia - bày tỏ "lo ngại sâu sắc về cuộc đàn áp bạo lực".  (BBC)
- Liên Hiệp Châu Âu quyết định ban hành các biện pháp trừng phạt nhắm vào các quan chức Belarus đàn áp người biểu tình, gian lận trong kiểm phiếu. Lãnh đạo đối lập Belarus kêu gọi nhân dân tiếp tục biểu tình, phản kháng ôn hòa trong kỳ nghỉ cuối tuần.  (RFI)
- Đài Loan được cho là đã hoàn tất mua tiêm kích F-16 từ hãng Lockheed Martin trong một thỏa thuận kéo dài 10 năm trị giá 62 tỷ USD. (vnExpress)
- Đại dịch COVID-19
  - Du khách Anh hối hả đặt vé máy bay, tàu thuyền để về nước trước khi lệnh cách ly với người trở về từ Pháp có hiệu lực từ 15/8. (vnExpress)

## Chủ nhật ngày 16
- Bốn đội bóng có mặt ở bán kết Champions League  đến từ 2 quốc gia Đức và Pháp. Bayern Munich gặp Lyon còn PSG chạm trán Leipzig. (Tuổi Trẻ)
- Hàng chục ngàn người xuống đường ở thành phố Minsk ngày 16-8 trong cuộc biểu tình lớn nhất trong tuần qua. Đám đông mang theo cờ đỏ trắng và đòi ông Lukashenko từ chức. (Tuổi Trẻ)
- Tổng thống Belarus Alexander Lukashenko điện đàm 'cầu viện' Tổng thống Nga Vladimir Putin trong bối cảnh tình trạng bất ổn tiếp tục diễn ra sau cuộc bầu cử tổng thống ở nước này.  (Tuổi Trẻ)
- Đại dịch COVID-19
- * Chiều tối hôm qua 15/08/2020, trong báo cáo thường nhật, bộ Y tế Pháp cho biết trong vòng 24 giờ, có đến hơn 3.300 người được xác nhận dương tính với Covid-19. Đây là số ca nhiễm thường nhật cao kỷ lục tính từ tháng 05/2020, tức từ khi nước Pháp bắt đầu ra khỏi phong tỏa.  (RFI)

## Thứ 2 ngày 17
- Ngoại trưởng Anh nói nước này không công nhận kết quả bầu cử tổng thống ở Belarus khi Lukashenko tái đắc cử và kêu gọi mở điều tra.  (vnExpress)
- Nga có thể hợp thức việc hỗ trợ quân sự Belarus bằng Hiệp ước Nhà nước Liên minh và các cơ chế của Tổ chức Hiệp ước An ninh Tập thể (CSTO). (vnExpress)
- Hơn 10.000 người Thái Lan tập trung tại thủ đô Bangkok trong cuộc biểu tình lớn nhất kể từ cuộc đảo chính năm 2014,  kêu gọi kiềm chế quyền lực của chế độ quân chủ, một chủ đề từng bị cấm kỵ tại Thái Lan, đồng thời yêu cầu Thủ tướng Prayuth Chan-ocha từ chức, lập hiến pháp mới. (vnExpress)
- Trung tướng Nguyễn Văn Thành, nguyên phó bí thư Đảng ủy, nguyên tư lệnh Quân đoàn 4, và trung tướng Trần Xuân Ninh, nguyên ủy viên Ban Thường vụ Đảng ủy, nguyên phó tư lệnh Quân đoàn 4, vừa bị Ủy ban Kiểm tra trung ương kỷ luật cảnh cáo. (Tuổi Trẻ)

## Thứ 3 ngày 18
- Hai hãng truyền thông nhà nước Thụy Điển là Đài truyền hình SVT và Đài phát thanh SR cho biết đã cấm nhân viên sử dụng ứng dụng chia sẻ video TikTok trên điện thoại làm việc vì lý do an ninh. (Tuổi Trẻ)
- Bầu cử tổng thống Hoa Kỳ 2020
  - Cựu đệ nhất phu nhân Mỹ Michelle Obama chỉ trích Trump là tổng thống thiếu năng lực và "hoàn toàn thiếu sự đồng cảm". (vnExpress)

## Thứ 4 ngày 19
- Tổng thống Mali Ibrahim Boubacar Keita cùng Thủ tướng và các quan chức chính phủ hàng đầu bị nhóm binh lính nổi dậy bắt trong một "nỗ lực đảo chính". (vnExpress)
- Chỉ vài ngày sau khi Bộ Ngoại giao Mỹ lên tiếng về việc Việt Nam kết tội và tuyên án tám thành viên của tổ chức xã hội dân sự Hiến pháp lên tới 40 năm tù giam, Đại sứ Anh tại Việt Nam cũng bày tỏ quan ngại trước các mức án mà ông gọi là "nặng nề" dành cho những "người bảo vệ nhân quyền của Việt Nam." (VOA)
- Bầu cử tổng thống Hoa Kỳ 2020
  - Trump ví các lãnh đạo Nga, Trung Quốc, Triều Tiên và Thổ Nhĩ Kỳ như "kỳ thủ đẳng cấp thế giới" và Biden không phải là đối thủ xứng tầm. (vnExpress)
- Đại dịch COVID-19
  - Theo Trung tâm Kiểm soát và Phòng ngừa dịch bệnh Mỹ (CDC), số người chết vì dịch bệnh COVID-19 chỉ đứng sau bệnh tim và bệnh ung thư trong số các nguyên nhân gây tử vong hàng đầu ở Mỹ. (tuoitre)
  - Hơn 7.000 công dân Mỹ đã bị một nhóm người Việt Nam lừa đảo qua mạng, trong đó người mua hàng trực tuyến trên khắp Hoa Kỳ đã trả tổng cộng gần 1 triệu USD để mua các sản phẩm rửa tay khô nhưng không bao giờ nhận được hàng, theo Đại sứ quán Mỹ tại Hà Nội cho biết hôm 18/8. (VOA)

## Thứ 5 ngày 20
- Đức bắt đầu thử nghiệm phát lương cơ bản toàn dân trong 3 năm, nhằm đánh giá tác động tới nền kinh tế và đời sống.  (vnExpress),  (Spiegel)
- Tổng thống Mỹ Donald Trump ngày 19-8 (giờ Mỹ) khen ngợi ông trùm truyền thông Hong Kong Jimmy Lai là "một người đàn ông dũng cảm", nhấn mạnh sự ủng hộ của mình với ông chủ nhật báo Apple Daily bị bắt giữ tuần trước.  (Tuổi Trẻ)
- Chính quyền Ả Rập Xê Út chính thức khẳng định việc bình thường hóa quan hệ song phương với Israel chỉ diễn ra, với điều kiện có một Nhà nước Palestine độc lập.  (RFI)
- Lãnh đạo Công an TP Bắc Ninh cho biết, đơn vị vừa ra quyết định khởi tố vụ án, khởi tố bị can, bắt tạm giam Nguyễn Văn Thiện (SN 1973, chủ quán Nhắng nướng Hiền Thiện ở đường Nguyễn Đăng Đạo, phường Đại Phúc, TP Bắc Ninh) về tội làm nhục người khác.  (vietnamnet)
- Để có được hạng này, hạng kia 'đẳng cấp quốc tế', một số trường đại học Việt Nam đã dùng chiêu mua bán các bài báo khoa học thật nhiều, nhằm 'khẳng định'... dẫn đầu cả nước về thành tích nghiên cứu.  (thanhnien)
- Một báo cáo cho biết Apple đang xem xét lại khả năng sản xuất iPhone tại Việt Nam, sau khi công ty Cupertino đến thăm nhà máy thuộc sở hữu của đối tác lắp ráp Luxshare để kiểm tra các điều kiện của cơ sở này.  (RFA)
- Về vụ việc biên tập viên Anh Quang của Đài truyền hình Việt Nam dùng từ "ký sinh trùng" để nói về người bán hàng rong trên bản tin Tài chính - kinh doanh sáng 17-8, VTV lên tiếng xin lỗi vào sáng 19-8. (Tuổi Trẻ)
- Chủ tịch Hội đồng châu Âu Charles Michel tuyên bố Liên minh châu Âu (EU) không công nhận kết quả của cuộc bầu cử tổng thống Belarus và sẽ sớm áp dụng các biện pháp trừng phạt.  (Tuổi Trẻ)
- Ông Alexei Navalny, nhân vật đối lập nổi bật ở Nga, đang trong tình trạng hôn mê và được điều trị tại một bệnh viện ở vùng Siberia trong ngày 20-8 sau khi uống một ly trà ở sân bay. (Tuổi Trẻ)
- Canberra không chấp nhận bán một số thương hiệu sữa nổi tiếng của nước này cho công ty China Mengniu Dairy của Trung Quốc, theo tạp chí Australian Financial Review ngày 20-8. (Tuổi Trẻ)
- Đại dịch COVID-19
  - Pháp xác nhận 3776 ca nhiễm coronavirus mới trong vòng 24 giờ. Bộ Y tế Pháp cho biết, số ca nhiễm mới trung bình trong bảy ngày đã tăng trên mốc 2.500, lần đầu tiên kể từ ngày 18 tháng 4.  (Spiegel)
  - Trong khi đó, Tây Ban Nha có số ca trong ngày cao nhất trong hai tháng qua với 3.715 ca mới ngày 19-8. (Tuổi Trẻ)
  - Đức ghi nhận hơn 1.700 ca nhiễm nCoV trong 24 giờ qua, mức tăng ca nhiễm mới hàng ngày cao nhất kể từ tháng 4. (vnExpress)
  - Ấn Độ, vùng dịch lớn nhất châu Á, báo cáo 69.652 ca nhiễm nCoV trong 24 giờ qua, mức tăng hàng ngày cao nhất từ khi dịch bùng phát. Số ca mới hàng ngày kỷ lục đã nâng tổng ca nhiễm toàn quốc vượt 2,8 triệu, trong đó 53.866 người đã chết, tăng 977 ca so với một ngày trước đó.  (vnExpress)
  - Với mong muốn tháng mới bình an, sáng 19-8 (mồng 1 tháng 7 âm lịch), nhiều người dân Hà Nội đổ dồn về Phủ Tây Hồ (Quảng An, Tây Hồ, Hà Nội) để dâng lễ. Lực lượng an ninh phường Quảng An đã kịp thời ngăn tập trung đông đúc trong khuôn viên phủ.  (Tuổi Trẻ)
  - UBND phường Hòa Thạnh, quận Tân Phú đã phong tỏa 17 căn nhà trên đường Thoại Ngọc Hầu, cách ly 52 người vì sống gần ca tái dương tính nCoV. (vnExpress)
- Bầu cử tổng thống Hoa Kỳ 2020
  - Cựu tổng thống Mỹ Barack Obama chê người kế nhiệm Donald Trump không nghiêm túc với công việc tổng thống và không có kỹ năng để ngồi vào vị trí này.  (Tuổi Trẻ)
- Luật an ninh quốc gia Hồng Kông
  - Bộ Ngoại giao Mỹ cho biết đã thông báo với Hong Kong về việc đình chỉ và chấm dứt 3 thỏa thuận với đặc khu này về vấn đề dẫn độ và miễn thuế. Động thái nhằm phản ứng với luật an ninh quốc gia mới mà Trung Quốc áp đặt lên Hong Kong. (Tuổi Trẻ)

## Thứ 6 ngày 21
- Ông Võ Tiến Hùng, tổng giám đốc Công ty TNHH một thành viên Thoát nước Hà Nội, đã bị khởi tố để điều tra liên quan việc mua độc quyền chế phẩm Redoxy-3C để xử lý các hồ ô nhiễm trên địa bàn TP Hà Nội. Trước đó, ông Nguyễn Đức Chung, chủ tịch UBND TP Hà Nội, cũng bị tạm đình chỉ công tác để điều tra liên quan vụ án này và 2 vụ án khác. (Tuổi Trẻ)
- Công an tại Hà Nội cho biết họ vừa đục tường để giải cứu một trẻ sơ sinh bị bỏ rơi, nhưng người dân chứng kiến nói rằng họ đã cứu cháu bé trước lúc lực lượng chức năng xuất hiện. (BBC)
- Cảnh sát Thái Lan đã bắt giữ 9 người trong một cuộc truy quét nhắm vào các nhà hoạt động liên quan đến những cuộc biểu tình chống chính phủ gần đây. (BBC)
- Steve Bannon bị bắt sáng 20/8 và ra tòa chiều cùng ngày với cáo buộc lừa đảo hàng trăm nghìn nhà tài trợ trong chiến dịch gây quỹ cho bức tường biên giới Mỹ - Mexico. Bannon không nhận tội âm mưu lừa đảo, rửa tiền và được tại ngoại với số tiền bảo lãnh 5 triệu USD. (vnExpress),  (BBC)
- Một tổ chức phi chính phủ của Đức đã điều máy bay cấp cứu đi đón nhà hoạt động chính trị đối lập Nga Alexei Navalny sang Đức điều trị khi ông này nghi trúng độc sau khi uống trà đen. (Tuổi Trẻ)
- Các bác sĩ điều trị nhà đối lập Nga Alexei Navalny, hiện đang nằm trong phòng hồi sức sau khi dường như bị đầu độc, đã từ chối chuyển ông ra nước ngoài, với lý do là tình trạng của bệnh nhân « không ổn định ». (RFI)
- Tại Belarus, cuộc khủng hoảng vẫn chưa có lối thoát: Người dân vẫn tiếp tục phong trào biểu tình. Hôm qua 20/08/2020, chính quyền Minks thông báo khởi động thủ tục tố tụng hình sự về tội vi pham an ninh quốc gia nhắm vào "Hội đồng điều phối" về chuyển giao quyền lực do phe đối lập thành lập. (RFI)
- Cơ quan Môi trường Mỹ đã cấp phép cho Công ty Oxitec, hoạt động tại Mỹ và có trụ sở ở Anh, quyền "sản xuất" những con muỗi đực Aedes aegypti đã biến đổi gen mang một protein có khả năng giết chết những con muỗi cái con trước khi chúng đến tuổi trưởng thành và hút máu người.  (Tuổi Trẻ)
- Bầu cử tổng thống Hoa Kỳ 2020
  - Trump nói với các cử tri tại Pennsylvania rằng đảng Dân chủ đã bán rẻ công nhân Mỹ và sẽ là "cơn ác mộng" nếu Biden trở thành tổng thống.  (vnExpress)
  - Hơn 70 cựu quan chức an ninh quốc gia thuộc Đảng Cộng hòa, trong đó có một số cựu thành viên của chính quyền ông Trump, vừa ký vào thư ngỏ ủng hộ ông Joe Biden làm tổng thống Mỹ nhiệm kỳ mới. (Tuổi Trẻ)
  - Joe Biden cho biết Donald Trump đã "che giấu nước Mỹ trong bóng tối quá lâu", khi ông có bài phát biểu chấp nhận đề cử của đảng Dân chủ, trở thành ứng viên chính thức của đảng này tranh chức tổng thống.  (BBC)

## Thứ 7 ngày 22
- Máy bay cứu hộ cất cánh từ thành phố Omsk, Siberia, chở lãnh đạo đối lập Nga Nalvalny tới Đức để điều trị, sau khi các bác sĩ cho phép. Chuyến bay do tổ chức phi chính phủ Cinema for Peace của Đức tổ chức.  (vnExpress)
- Tổng thống Thổ Nhĩ Kỳ Erdogan thông báo phát hiện giếng khí đốt lớn nhất lịch sử ở Biển Đen và hy vọng đưa vào sử dụng năm 2023.  (vnExpress)
- Vốn đã có nhiều bất đồng trong hồ sơ hạt nhân Iran, Hoa Kỳ và châu Âu lại gặp thêm căng thẳng sau khi Washington khởi động một cơ chế nhằm tái lập các biện pháp trừng phạt quốc tế đối với Iran, một hành động bị cả ba nước Pháp, Đức và Anh cực lực phản đối. (RFI)
- Tranh chấp chủ quyền Biển Đông
  - Bộ Ngoại giao Philippines cho biết đã gởi công hàm ngoại giao để phản đối việc lực lượng cảnh sát biển Trung Quốc đã tịch thu bất hợp pháp công cụ đánh cá của ngư dân Philippines tại một vùng thuộc Biển Đông. Manila đồng thời phản đối việc tàu Trung Quốc "cảnh cáo" phi cơ tuần tra biển của Philippines. (RFI)
- Đại dịch COVID-19
  - Ít nhất 41 trong số 825 ngôi trường ở thủ đô nước Đức ghi nhận ca nhiễm Covid-19 mới sau chưa đầy hai tuần đi học lại. (vnExpress)
  - Ở Đức, hơn 2000 ca nhiễm mới đã được báo cáo trong một ngày sau gần 4 tháng. Nó có thể liên quan đến một số lượng lớn các vụ thử nghiệm - nhưng không chỉ vì vậy. (Welt)
  - Một lễ hội Oktoberfest lớn đang diễn ra ở Trung Quốc. Người Trung Quốc một lần nữa muốn chứng tỏ rằng họ tin rằng virus đã bị đánh bại - và ăn mừng một cách không kiềm chế, không đeo mặt nạ, không khoảng cách. (ZDF)
  - Virus corona đang lây lan nhanh hơn tại Pháp, đó là cảnh báo của Tổng cục Y tế Pháp trong một thông cáo ra hôm qua, 21/08/2020. Theo bản thông cáo này, 9 tỉnh ở Pháp đã vượt qua ngưỡng 50 ca nhiễm mới được phát hiện trong 7 ngày qua trên 100.000 dân.  (RFI)

Bầu cử tổng thống Hoa Kỳ 2020
- - Đại hội Đảng Dân chủ kéo dài 4 ngày đã khép lại hôm 20-8 (giờ Mỹ) bằng bài phát biểu của ứng cử viên Joe Biden, qua đó hé lộ chiến thuật của đảng này là "dùng Trump đánh Trump".  (Tuổi Trẻ)
  - Tổng thống Trump chỉ trích bài phát biểu khép lại Đại hội toàn quốc Đảng Dân chủ tối 20-8 (giờ Mỹ) của ông Biden, cáo buộc cựu phó tổng thống đưa ra những lời hứa sai lầm, còn chiến dịch tranh cử của ông Trump thì chỉ trích Biden là "con tốt của phe cánh tả cấp tiến", theo Đài Fox.  (Tuổi Trẻ)

## Chủ nhật ngày 23
- Tổng thống Trump ban hành "tuyên bố khẩn cấp về thảm họa" ở bang California, nơi hứng chịu hàng trăm trận cháy rừng trong tuần qua. (vnExpress)

## Thứ 2 ngày 24
- Những người ủng hộ phe đối lập tại Belarus xuống đường trong cuộc tuần hành khổng lồ tại thủ đô Minks, kéo vào quảng trường trung tâm, bất chấp sự hiện diện dày đặc của cảnh sát, hai tuần sau kỳ bầu cử gây tranh cãi với kết quả Tổng thống Alexander Lukashenko được một nhiệm kỳ nữa.(BBC)
- Tranh chấp chủ quyền Biển Đông
  - Trung Quốc thông báo tập trận từ ngày 24 đến 30/8 ở gần quần đảo Hoàng Sa có tranh chấp với Việt Nam, chỉ một ngày sau khi hai nước kỷ niệm rầm rộ 20 năm thực thi Hiệp ước Biên giới trên đất liền. (VOA)
- Chính sách ngăn chặn Trung Quốc
  - Bị chính quyền Donald Trump tấn công từ nhiều tuần lễ nay, mạng xã hội Trung Quốc TikTok, cho biết sẽ kiện chính quyền của tổng thống Mỹ Donald Trump trước các tòa án Hoa Kỳ, chống lại sắc lệnh của tổng thống Mỹ muốn cấm ứng dụng video này hoạt động tại Mỹ. (RFI)
- Đại dịch COVID-19
  - Tổ chức Y tế Thế giới (WHO) cho biết trẻ em từ 12 tuổi trở lên nên đeo khẩu trang để giúp đối phó với đại dịch Covid-19 trong điều kiện tương tự như người lớn, trong khi trẻ em từ 6 đến 11 tuổi nên đeo khẩu trang tùy theo rủi ro. (VOA)
- Bầu cử tổng thống Hoa Kỳ 2020
  - Kellyanne Conway vừa thông báo bà sẽ từ chức Cố vấn cao cấp cho Tổng thống Hoa Kỳ Donald Trump. Thông báo được đưa ra vài giờ sau khi con gái của bà Conway, Claudia, tweet rằng công việc của mẹ đã "hủy hoại cuộc đời [của cô]".  (BBC)

## Thứ 3 ngày 25
- Theo Al Jazeera, ít nhất 26 công dân Việt Nam đã đầu tư tối thiểu 2,5  triệu đô la để có quốc tịch của Đảo Síp, trong số đó có gia đình của Đại biểu Quốc hội thuộc đoàn Tp HCM Phạm Phú Quốc và doanh nhân Phạm Nhật Vũ.  (BBC)
- Bà Angela Merkel kêu gọi chính quyền Nga điều tra khẩn cấp, minh bạch sau khi các bác sĩ Đức xác định nhà chính trị đối lập Nga Alexei Navalny trúng độc. (Tuổi Trẻ)
- Đại dịch COVID-19
  - Cơ quan Quản lý Thực phẩm và Dược phẩm Hoa Kỳ (FDA) đã cho phép việc khẩn cấp sử dụng huyết tương để điều trị bệnh nhân bị nhiễm virus corona. Kỹ thuật này sử dụng huyết tương giàu kháng thể của những người đã khỏi bệnh và đã được sử dụng trên 70.000 người ở Hoa Kỳ. (BBC)
  - Hai trường hợp tại Bỉ và Hà Lan được xác nhận tái nhiễm nCoV sau khi khỏi bệnh, làm dấy lên lo ngại về khả năng miễn dịch với virus. (vnExpress)

## Thứ 4 ngày 26
- Thanh tra tỉnh Kiên Giang vừa tổng hợp kết quả thực hiện kế hoạch của UBND tỉnh này về việc xử lý những sai phạm đất đai. Cán bộ phải kiểm điểm rút kinh nghiệm ngoài 2 nguyên chủ tịch UBND tỉnh Kiên Giang, 6 nguyên phó chủ tịch UBND tỉnh có ông Nguyễn Thanh Nghị, hiện là Bí thư Tỉnh ủy Kiên Giang.  (Zing)
- Lực lượng tuần duyên Đài Loan cho biết họ đã bắt giữ 7 công dân Việt Nam hôm 24/8 trên đảo Beigan thuộc quần đảo Matsu khi nhóm người này toan tìm cách lẻn vào Đài Loan.  (VOA)
- Tiểu quốc Liechtenstein kiện CH Czech ra toà án nhân quyền châu Âu đòi chấm dứt việc coi công dân của Liechtenstein "là người Đức" và trả lại 500 nghìn hectare đất và một lâu đài ở Czech mà bị tịch thu 70 năm về trước. (BBC)
- Ngày 25/8, Điện Kremlin nói không thấy cần phải điều tra nguyên nhân khiến chính trị gia đối lập Alexei Navalny lâm trọng bệnh và rằng chẩn đoán sơ khởi của một bệnh viện Đức về việc ông Navalny bị đầu độc chưa phải là một kết luận. (VOA)
- Tranh chấp chủ quyền Biển Đông
  - Úc thu hồi sách dạy tiếng Trung có 'đường lưỡi bò' 23 đoạn ăn vào sát đất liền Việt Nam.Ngoài việc tuyên truyền yêu sách bất hợp pháp của Trung Quốc, tấm bản đồ in trong sách giáo khoa còn được đánh giá là 'siêu dị' khi có tới 23 đoạn thay vì 9 đoạn như thường thấy, có những đoạn ăn vào sát đất liền Việt Nam. (Tuổi Trẻ)
  - Mỹ áp đặt hạn chế thị thực 24 công ty Trung Quốc và một số cá nhân mà họ cho là liên quan đến việc xây dựng và quân sự hóa đảo nhân tạo ở Biển Đông. (vnExpress)
- Bầu cử tổng thống Hoa Kỳ 2020
  - Liên Tạ, chủ nhà hàng ở Los Angeles, và Thái Mỹ Linh, dân biểu bang Washington, bày tỏ ủng hộ ứng viên Joe Biden tại đại hội đảng Dân chủ.  (vnExpress)
  - Bài phát biểu của ông Mike Pompeo tại Đại hội đảng Cộng hòa đang khiến ông gặp rắc rối. Một ủy ban của quốc hội Mỹ đã vào cuộc điều tra với cáo buộc ông Pompeo đang sử dụng tư cách ngoại trưởng để phục vụ đảng phái thay vì dân chúng. (Tuổi Trẻ)
- Đại dịch COVID-19
  - Cơ quan Y tế công Thụy Điển ngày 25-8 cho biết khoảng 3.700 người ở Thụy Điển đã nhận kết quả dương tính giả với virus corona chủng mới gây bệnh COVID-19 do lỗi của bộ kit xét nghiệm nhập từ Trung Quốc.  (Tuổi Trẻ)
- Luật an ninh quốc gia Hồng Kông
  - Hai dân biểu của đảng Dân chủ Hồng Kông bị bắt tại nhà vào sáng sớm ngày 26/08/2020 vì đã tham gia một trong các cuộc biểu tình vào mùa hè 2019 trong bối cảnh chính quyền đặc khu tuân thủ  Bắc Kinh siết dần không gian tự do tại bán đảo. (RFI)

## Thứ 5 ngày 27
- Ông Đỗ Nhất Hoàng - cục trưởng Cục Đầu tư nước ngoài, Bộ Kế hoạch và đầu tư cho biết, Luật đầu tư không hạn chế tổ chức, cá nhân đầu tư ra nước ngoài, nhưng các tổ chức, cá nhân chỉ có quyền đầu tư bất động sản ở nước ngoài để kinh doanh, cho thuê, không được phép đầu tư mua nhà ở nước ngoài để định cư. (Tuổi Trẻ)
- Cảnh sát Hong Kong bị cáo buộc đang viết lại lịch sử về vụ tấn công người biểu tình năm 2019, khi hai nhà lập pháp đối lập bị bắt. (BBC)
- Vụ nổ súng vào Jacob Blake
  - Một thiếu niên Mỹ 17 tuổi bị bắt với cáo buộc giết người sau khi hai người bị bắn chết trong cuộc biểu tình ở thành phố Kenosha, bang Wisconsin. (theguardian)
  - Đội Milwaukee Bucks tẩy chay Game 5 trong loạt trận playoff của họ với Orlando Magic để phản đối việc cảnh sát bắn chết Jacob Blake, khiến NBA phải lên lịch lại tất cả các trận playoff tối thứ Tư khác. Đội bóng chày của Milwaukee, Brewers, cũng xác nhận rằng họ sẽ không chơi trận đấu được lên lịch vào tối thứ Tư. (vnExpress)
- Ngoại trưởng Mỹ Mike Pompeo khẳng định ủng hộ các đồng minh và đối tác bị áp bức ở Đông Nam Á, không cho phép Trung Quốc bắt nạt hay ngăn các nước tiếp cận tài nguyên ở Biển Đông. (Tuổi Trẻ)
- Facebook ngày 26-8 lên tiếng thừa nhận hệ điều hành iOS 14 của Apple sắp ra mắt sẽ khiến mảng quảng cáo của họ giảm hơn 50% doanh thu do tính năng chống thu thập dữ liệu người dùng. (Tuổi Trẻ)
- Bầu cử tổng thống Hoa Kỳ 2020
  - Trong khi hình thức bỏ phiếu qua thư đang là tranh cãi chính trị nóng bỏng tại Mỹ giữa hai phe Cộng hòa và Dân chủ giữa bối cảnh đại dịch Covid-19, quan chức giám sát bầu cử theo Đảng Cộng hòa ở Utah khẳng định bỏ phiếu qua thư là an toàn và thành công ở bang này. (VOA)
- Chính sách ngăn chặn Trung Quốc
  - Giám đốc điều hành (CEO) TikTok Kevin Mayer vừa tuyên bố rời công ty, chỉ vài ngày sau khi ứng dụng chia sẻ video kiện chính quyền ông Trump. Tổng giám đốc Vanessa Pappas sẽ tạm thời thay thế ông Mayer. (Tuổi Trẻ)

## Thứ 7 ngày 29
- Cơ quan an ninh điều tra Bộ Công an khởi tố bị can, bắt tạm giam ông Nguyễn Đức Chung, chủ tịch UBND TP Hà Nội, để điều tra hành vi chiếm đoạt tài liệu bí mật nhà nước. Ông Chung và đồng phạm đã có hành vi chiếm đoạt tài liệu liên quan đến vụ án Công ty Nhật Cường. (Tuổi Trẻ)

## Thứ 2 ngày 31
- Ngoại trưởng Trung Quốc Vương Nghị cảnh báo Chủ tịch Thượng viện Czech Vystrcil "sẽ phải trả giá đắt" vì chuyến thăm chính thức đảo Đài Loan hôm 30/8. (vnExpress)